# Arseniuro di gallio e alluminio
L'arseniuro di gallio e alluminio  è un semiconduttore, formato da una lega di arseniuro di alluminio (AlAs) e arseniuro di gallio (GaAs); è indicato con la formula AlxGa1-xAs, dove x è il contenuto relativo di alluminio rispetto al gallio.
Ha un parametro reticolare simile a quello del GaAs, ma una maggiore band gap; queste caratteristiche rendono la coppia AlGaAs/GaAs adatta per la formazione di eterostrutture di buona qualità. Trova quindi applicazione in dispositivi di tipo HEMT.